# Ikoma-klass
Ikoma-klassen var en japansk fartygsklass för pansarkryssare från början av 1900-talet. Längden var 144,78 meter, bredden 22,86 m och djupgåendet var 7,924 m. Topphastigheten var 20,5 knop. Beväpningen bestod av två stycken 12 tums, 10 stycken sex tums och åtta stycken 4,7 tums kanoner samt sex stycken 3 tums luftvärnsartilleri.
Riktlinjerna för klassen togs fram 1905 och redan 1906 började man att bygga på fartygen. Totalt byggdes endast 2 stycken fartyg.

## Fartyg tillhörandes klassen
- Ikoma (1906)
- Tsukuba (1906)